# Ефросимовка (Большесолдатский район)
Ефросимовка — село в Большесолдатском районе Курской области. Входит в Любимовский сельсовет.

## География
Село находится на реке Реут, в 44 километрах к юго-западу от Курска, в 22 километрах к северо-западу от районного центра — села Большое Солдатское, в 0,5 км от центра сельсовета — Любимовка.
Климат
Ефросимовка, как и весь район, расположена в поясе умеренно континентального климата с тёплым летом и относительно тёплой зимой (Dfb в классификации Кёппена).

## Население
| 2002 | 2010 |
| ---- | ---- |
| 122  | ↘65  |

## Транспорт
Ефросимовка находится в 4 км от автодороги регионального значения 38К-004 (Дьяконово — Суджа — граница с Украиной), на автодороге межмуниципального значения 38Н-086 (38К-004 — Любимовка — Имени Карла Либкнехта), в 17 км от ближайшего ж/д остановочного пункта 428 км (линия Льгов I — Курск).